# Hoffmannia sprucei
Hoffmannia sprucei är en måreväxtart som beskrevs av Paul Carpenter Standley. Hoffmannia sprucei ingår i släktet Hoffmannia och familjen måreväxter. Inga underarter finns listade i Catalogue of Life.